# 14. dragonski polk (Avstro-Ogrska)
Za druge 14. polke glejte 14. polk.
14. dragonski polk je bil konjeniški polk k.u.k. Heera.

## Zgodovina
Polk je bil ustanovljen leta 1725. 

### Prva svetovna vojna
Polkovna narodnostna sestava leta 1914 je bila sledeča: 59% Čehov, 29% Nemcev in 12% drugih.
Naborni okraj polka je bil v Pragi, pri čemer so bile polkovne enote garnizirane sledeče: Brandýs nad Labem-Stará Boleslav (štab, I. divizion) in Dobřany (II. divizion).

## Poveljniki polka
- 1879: Alexander Üxküll-Gyllenband[3]
- 1908: Ferdinand Haas[4]
- 1914: Felix zu Schwarzenberg[5]